# Бегг, Вэрил
Сэр Вэрил Каргилл Бегг (англ. Sir Varyl Cargill Begg; 1 октября 1908, Кенсингтон, Лондон, Британская империя — 13 июля 1995, Хедборн-Ворти, Хэмпшир, Великобритания) — британский государственный и военный деятель, губернатор Гибралтара (1969—1973).

## Биография
Окончил школу Святого Эндрю в Истборне и Малверн-колледж. В 1926 году поступил на военно-морской флот в качестве специального курсанта. Служил на крейсере ЕВК «Дурбан», а затем на линкоре «Мальборо» Атлантического флота.
В 1931 году в звании лейтенанта поступил на крейсер ЕВК «Шропшир» Средиземноморского флота, одновременно получил артиллерийскую подготовку. С 1934 года — второй офицер-артиллерист на линкоре «Нельсон», флагмане флота метрополии, в 1939 году стал артиллеристом крейсера ЕВК «Глазго».
Во время Второй мировой войны участвовал в конвоях в Северной Атлантики, норвежской кампании и оккупации Исландии, был ранен при атаке итальянской авиации на базу Суда-Бей на острове Крит в декабре 1940 года. В январе 1941 года был назначен артиллеристом из линкор ЕВК «Уорспайт» средиземноморского флота, когда он был флагманом главнокомандующего командующего британским флотом на Средиземном море сэра Эндрю Каннингем. Отвечал за главное 15-дюймовое орудие во время сражения у мыса Матапан в ночь на 28 марта 1941 года, был награждён крестом «За выдающиеся заслуги». В декабре 1942 года был повышен до командира корабля, а затем направлен в состав стрелковой дивизии в Адмиралтейство, где оставался до конца войны.
В послевоенное время служил в должности оперативного офицера на крейсере ЕМК «Фиби» в Средиземном флота, в июне 1947 года повышен до капитана. Затем командовал артиллерийской школой в Чатеме и эскадренным миноносцем ЕВК «Казак», который был задействован в Корейской войне, в частности, в блокаде Инчхона. В 1952 году назначен командиром HMS Excellent, в этой должности в июне 1953 года возглавил военно-морской контингент на церемонии коронации Елизаветы II. С декабря 1954 года командовал авианосцем ЕВК «Триумф», а после окончания Имперского военного колледжа в 1956 году становится военно-морским адъютантом королевы, через год получив чин контр-адмирала. В декабре 1958 года назначен вторым командующим Дальневосточного флота, а в мае 1960 года повышен до вице-адмирала.
В 1961 году назначен заместителем начальника Главного военно-морского штаба, в марте 1963 году было ему присвоено звание адмирала с назначением на должность главнокомандующего Дальневосточной командования и британского военного советника в Организации Договора Юго-Восточной Азии (СЕАТО). В 1965—1968 годах — начальник военно-морской базы Королевского флота в Портсмуте.
В 1966 году был назначен первым морским лордом и начальником Главного военно-морского штаба, после внезапной отставки с этой должности сэра Дэвида Люса. На этом посту он придерживался курса, что будущее ВМС зависит от постановки на вооружение ракет типа «земля-воздух» и усиления авиационной мощи, при этом был категорически против планов по созданию новых крупных авианосцев. Вместо этого он сумел убедить правительство построить три малых авианосных крейсера. Вскоре был повышен до адмирала флота, а в августе 1968 года ушёл с военной службы.
В 1969—1973 годах — губернатор Гибралтара. Выйдя в отставку, вернулся в Стокбридж. графство Хэмпшир, где посвятил себя любимым хобби: рыбалке, садоводству и спорту (в годы военно-морской карьеры он был президентом ассоциации крикета Королевского военно-морского флота).